# Afrostyrax kamerunensis
Afrostyrax kamerunensis är en tvåhjärtbladig växtart som beskrevs av Perk. & Gilg. Afrostyrax kamerunensis ingår i släktet Afrostyrax och familjen Huaceae. Inga underarter finns listade i Catalogue of Life.